# Acrapex simillima
Acrapex simillima is een vlinder van de familie van de uilen (Noctuidae). De wetenschappelijke naam van deze soort is voor het eerst voorgesteld door Bruno Pierre Le Ru in een publicatie uit 2017.

## Verspreiding
De soort komt voor in Oeganda en Kenia.

## Waardplanten
De rups leeft op Setaria megaphylla (Poaceae).